# Christian de Duve
Christian René Marie Joseph, vicomte de Duve, né le 2 octobre 1917 à Thames Ditton en Angleterre et mort le 4 mai 2013 à Nethen en Belgique, est un docteur en médecine et biochimiste belge qui reçut le prix Nobel de physiologie ou médecine en 1974.

## Biographie
Né le 2 octobre 1917 de l'union entre Alphonse de Duve (1883-1961) et Madeleine Pungs (1884-1977) dans une famille d'Anvers où son père est homme d'affaires et où son grand-père paternel fut notaire. Par son arrière-grand-mère paternelle née Marie-Josèphe Sassenus, Christian de Duve descend d'une longue lignée de médecins belges, dont André-Dominique Sassenus qui occupa la première chaire royale de chimie à l'Université de Louvain.

La famille de Duve, d'origine allemande (von Duve), est catholique (sa mère luthérienne s'est convertie à son mariage). Il a de la famille en Allemagne avec laquelle il garde le contact. Il naît durant l'exil provisoire de ses parents au Royaume-Uni au moment de la Première Guerre mondiale. Sa famille rentre en Belgique en 1920, et adolescent il sera déjà de la sorte quadrilingue, et imprégné du multiculturalisme : française, flamande et anglo-saxonne. C'est avec humour qu'il mentionne qu'il entreprit dès l'âge de dix ans d'écrire le récit de sa vie en commençant par ces mots « Je suis né d'une famille modeste… » puisque, en réalité, sa famille appartenait à la noblesse (la particule de résulte d'une transformation de von Duve en de Duve en 1858 par décret du roi Léopold Ier) et faisait partie de la bonne société anversoise.
En 1943, il épouse Janine Herman. Veuf depuis 2008, atteint de cancer et d'arythmie cardiaque, son état de santé s'était rapidement dégradé en avril 2013 après une chute et il a estimé le moment venu de mourir. Il avait annoncé son euthanasie dans la presse pour le mois de mai 2013.
Christian de Duve est mort le 4 mai 2013 dans sa maison à Nethen. Une émouvante cérémonie en son honneur fut célébrée le 8 juin 2013 par son ami l'abbé Gabriel Ringlet, ancien vice-recteur de l'université catholique de Louvain, en l'église de Blocry à Louvain-la-Neuve, où il a lu pour ce « grand humaniste empreint d'une grande spiritualité » un texte de l'Évangile de Saint Jean, « Nul n’a d’amour plus grand que celui qui se dessaisit de sa vie pour ceux qu’il aime ».
À sa mort, il laissait quatre enfants : Thierry (1944), Anne (1946), Françoise (1951) et Alain (1953-2015).

## Formation
Diplômé en médecine de l'université catholique de Louvain (UCL) en 1941 et de chimie (UCL) en 1946, il mène simultanément une carrière d'enseignant et de chercheur au sein de l'UCL et à l'université Rockefeller de New York. Formé auprès de Joseph Prosper Bouckaert, il poursuit ses études dans les laboratoires du couple Carl Ferdinand Cori et Gerty Theresa Cori, de Hugo Theorell, et de Earl Wilbur Sutherland, Jr., tous honorés du prix Nobel de physiologie ou médecine en 1947, 1955 et 1971, respectivement.

## Carrière scientifique

Illustration des organites d'une cellule

Perfectionnant les techniques de séparation des constituants cellulaires par centrifugation mises au point par Albert Claude pour réaliser ses recherches sur les structures cellulaires, celles-ci ont ouvert des voies nouvelles en biochimie et en génétique. On lui attribue la copaternité de la biologie cellulaire, alliant pour la première fois les connaissances biochimiques et morphologiques dans un même domaine de recherche.
Il est récompensé pour ses découvertes, notamment lorsqu'il décrit la première fois le lysosome en 1955, l'autophagie en 1963 et le peroxysome dix ans plus tard.
Il partage en 1974 le prix Nobel de physiologie ou médecine avec Albert Claude et George Emil Palade pour avoir mis en évidence comment la cellule peut absorber, détruire ou recycler les bonnes ou les mauvaises substances sans que son fonctionnement ne soit lésé.

## Œuvre
La même année de l'attribution du prix Nobel de physiologie ou médecine, on lui doit la création de l'Institut international de pathologie moléculaire et cellulaire (ICP), ensuite rebaptisé « Institut de Duve » en hommage  à son fondateur à l'occasion de ses 90 ans, installé sur le campus de Louvain-en-Woluwe, à Bruxelles.
Humaniste, il a notamment signé, avec d'autres lauréats du prix Nobel, un appel demandant qu'une délégation du Comité des droits de l'enfant de l'ONU rende visite à un enfant tibétain en résidence surveillée depuis 1995 en Chine, Gedhun Choekyi Nyima, reconnu comme 11e panchen-lama par le 14e dalaï-lama, Tenzin Gyatso.
Le 13 octobre 2007, durant la crise gouvernementale dite « de l'orange bleue », de Duve a signé avec plusieurs scientifiques belges francophones et néerlandophones une lettre ouverte demandant aux négociateurs de l'orange bleue de renoncer au projet de certaines formations flamandes de régionaliser la politique scientifique belge. De Duve et ses cosignataires voulaient le maintien d'une politique scientifique fédérale « forte, cohérente et intégrée » et revendiquent un « refinancement significatif » de toutes les activités de ce secteur.
Christian de Duve a écrit au cours des 30 dernières années de nombreux livres destinés majoritairement au grand public cultivé. Ces ouvrages, pour la plupart édités en anglais et en français, ont connu de grands succès de librairie. Il est membre du comité d’honneur de l’Association pour la sauvegarde et l’expansion de la langue française (ASSELAF), tout comme Pierre Grimal, Philippe de Saint Robert, Roger Minne, Violaine Vanoyeke ou Maurice Rheims par exemple.
Mélomane, il participera en 1992 à la sortie d'un coffret de musique classique, Music for Life, 30 morceaux sur 2CD dont le financement servira à l'octroi de bourse pour trois chercheurs à l'ICP.
Résolument tourné vers l'avenir, ce visionnaire a marqué le milieu scientifique d'une empreinte considérable, mais il lègue surtout un héritage philosophique et humain hors du commun.
Multipliant les contacts avec la presse peu avant sa mort, il déclare être inquiet pour l'avenir de l'humanité et de la planète : « Nous exploitons d'une manière exagérée toutes les ressources du monde. Nous risquons d'aller à notre perte, si nous ne faisons pas quelque chose ».
Sa petite-fille Aurélie Wijnants brosse le portrait intime d'un homme aux multiples facettes : grand-père tendre, illustre scientifique et philosophe à la dimension universelle passionné de musique.

## Prix et distinctions
- Prix Francqui (équivalent belge du « prix Nobel »), 1960
- Prix Nobel de physiologie ou médecine, 1974, avec Albert Claude et George Emil Palade.

Issu de la noblesse belge, Christian de Duve est élevé au rang de vicomte (titre personnel) par le roi Baudouin en 1989.
Membre de :
- Académie royale de médecine de Belgique (1969)
- Académie royale de Belgique depuis 1975
- Koninklijke Academie voor Geneeskunde van België
- Pauselijke Academie voor Wetenschappen
- National Academy of Sciences (VS)
- Académie des sciences (Paris)
- Académie Léopoldine
- Académie européenne des sciences
- Académie des sciences d'Athènes
- membre étranger de la Royal Society en 1988.
- Academia Europaea
- Académie roumaine[11]

Le 5 mai 2010, lors de la semaine des Nobel, l'université libre de Bruxelles (ULB) lui a décerné l'insigne de docteur honoris causa de l'université.

## Publications
- (en) Christian de Duve (ill. Neil O. Hardy), A guided tour of the living cell, vol. 1, New York, Scientific American Books, 1984, 423 p. (ISBN 978-0-7167-5002-4)
- (en) Christian de Duve (ill. Neil O. Hardy), A guided tour of the living cell, vol. 2, New York, Scientific American Books, 1984, 423 p. (ISBN 978-0-7167-5006-2)
- Christian de Duve (trad. Alain Amar-Costesec, ill. Neil O. Hardy), Une visite guidée de la cellule vivante, New York, Scientific American Books, 1987, XV-437 p. (ISBN 978-0-7167-5006-2)
- Christian de Duve, Construire une cellule : Essai sur la nature et l'origine de la vie, Bruxelles, De Boeck-Wesmael, 1990, XII-353 p. (ISBN 978-2-8041-1401-5)
- (en) Christian de Duve, Blueprint for a cell : The nature and origin of life, Burlington, Patterson, 1991, 275 p. (ISBN 978-0-89278-410-3)
- (en) Christian de Duve, Vital dust : Life as a cosmic imperative, New York, Basic Books, 1995, XIX-362 p. (ISBN 978-0-465-09044-0)
- Christian de Duve (trad. Anne Bucher, Jean-Mathieu Luccioni), Poussière de vie : Une histoire du vivant, Paris, Fayard, 1996, 588 p. (ISBN 978-2-213-59560-3)
- Christian de Duve, À l'écoute du vivant, Paris, Odile Jacob, 2002, 401 p. (ISBN 978-2-7381-1166-1, lire en ligne)
- Oberflächen-Lexikon, Drw Verlag, 2003  (ISBN 978-3871813382)
- Christian de Duve, Singularités : Jalons sur les chemins de la vie, Paris, Odile Jacob, 2005, 296 p. (ISBN 978-2-7381-1621-5, lire en ligne)
- Science et quête de sens, collectif, Presses de la Renaissance, 2005  (ISBN 978-2750901257)
- Christian de Duve, Génétique du péché originel : Le poids du passé sur l'avenir de la vie, Paris, Odile Jacob, 2009, 237 p. (ISBN 978-2-7381-2218-6)
- Christian de Duve, De Jésus à Jésus... en passant par Darwin, Paris, Odile Jacob, 2011, 91 p. (ISBN 978-2-7381-2681-8)
- Christian de Duve, Sept vies en une : Mémoires d’un prix Nobel, Paris, Odile Jacob, 2013, 336 p. (ISBN 978-2-7381-2843-0)
- Christian de Duve et Jean Vandenhaute, Sur la science et au-delà : [entretien] avec Jean Vandenhaute, Paris, Odile Jacob, novembre 2013, 243 p. (ISBN 978-2-7381-3052-5)